# 弗朗索瓦·郑德
弗朗索瓦·郑德（法語：François Trinh-Duc，法語發音：[fʁɑ̃swa tʁɛ̃dyk]；“郑德”出自越南语“Trịnh Đức”；1986年11月11日—）是一位法國越南裔橄欖球運動員。他是法國國家橄欖球隊的一員，代表法國參加了2014年橄欖球六國賽。